# Вітряк (ресторан)
Ресторан «Вітряк» — пам'ятка місцевого значення та пам'ятка архітектури й монументального мистецтва Києва, розташований на проспекті Академіка Глушкова, 11.

## Опис
Ресторан «Вітряк» є спорудою закладу громадського харчування, спроєктованою архітектором Анатолієм Добровольським та зведеною в Києві 1967 року. Споруда розташована за адресою місто Київ, проспект Академіка Глушкова, 11. Ресторан «Вітряк» включено до Державного реєстру нерухомих пам'яток України, є пам'яткою місцевого значення та пам'яткою архітектури й монументального мистецтва.

### Правовий статус
Споруда ресторану «Вітряк» належить до пам'яток місцевого значення відповідно до Наказу Міністерства культури України від 29.12.2016 № 1273.
Споруда є пам'яткою архітектури й монументального мистецтва. Споруду ресторану «Вітряк» взято під охорону відповідно до Наказу Управління охорони пам'яток історії, культури та історичного середовища від 18.09.2002 № 157.

### Характеристика споруди ресторану «Вітряк»
Споруда має оригінальну об'ємно-просторову композицію та складається із кількох частин: наземних об'ємів — вхідна група, господарський корпус, вітряк та основного приміщення ресторану, розміщеного під штучним пагорбом. Споруда з вітряком має 18 метрів заввишки.
На головному фасаді розміщено панно «Вітер»
Споруда ресторану є цікавим та нечисленним прикладом вирішення будівлі у кількох рівнях із застосуванням в архітектурі та оздобленні синтезу мистецтв, поєднаних в етностилі.

### Концепція споруди ресторану «Вітряк»
Дослідники наводять слова доньки А. Добровольського Тетяни про те, що народна національна тематика проходить червоною ниткою через усю творчість архітектора. На початку 1970-х років різко підвищився інтерес до національних традицій, і в Києві за спеціальними проєктами споруджувалися ресторани із українською стилістикою.
За проєктами А. Добровольського були побудовані: ресторан «Курені» (Паркова дорога, 4), до ідеї створення якого були покладені українські хати, криті соломою, ресторан «Вітряк» (просп. Академіка Глушкова, 11), ресторан «Полтава» (Бориспільське шосе).

### Оформлення ресторану «Вітряк»
1967 року в оформленні ресторану «Вітряк» взяли участь художниця-шістдесятниця, представниця правозахисного руху в Україні Алла Горська, її чоловік художник Віктор Зарецький і живописець-монументаліст Борис Плаксій. Колектив митців створив панно «Вітер», роботу над яким завершено 1968 року. Панно та ресторан створюють єдиний цілісний мистецький об'єкт, що належить до об'єктів культурної спадщини.

## Історія створення

### Алла Горська про ресторан «Вітряк»
«Ми працюємо втрьох. Знайомтесь: художники Віктор Зарецький, Борис Плаксій і я, — писала Алла Горська в листі до художника Любослава Гуцалюка. — Останнім часом ми зробили в Києві два ресторани — „Полтава“ та „Вітряк“.
Вони мають етнографічно-модерний характер… Тобто, ці споруди між минулим і сучасним. Ближче до минулого. В наших роботах ми прагнули сучасності в кольорах, пластиці, композиції. А головне — хотіли подивитися на світ — як Світовид, на всі чотири боки. Може, на два і вийшло».

### Борис Плаксій про ресторан «Вітряк»
«Тоді ми працювали з архітектором Анатолієм Добровольським. Він дядько був непоганий і на той час сприймав наші мистецькі ідеї доволі добре. Над ескізом до „Вітряка“ ми з Аллою працювали довго. Як завершили, то відразу треба було йти на художню раду. Спочатку на худраду архітекторів — до Київпроекту на Хрещатику. Віктор відмовився — він чомусь був переконаний, що проект завалять. І вони з Аллою трохи полаялися. Відступати було нікуди, і ми з Аллою пішли. Прийшли. В худраді тоді були — Добровольський, Мілецький — той, що Палац піонерів робив. На диво, наш ескіз пройшов — не завалили. Якби засумнівалась Алла, то ми, певно, не пішли б, почали б переглядати ескіз і того „Вітряка“ не існувало б. Без Алли не було б кому на себе це взяти — піти й домогтись.
Над „Вітряком“ працювали в особливо невигідних, незручних умовах. Жодна жінка-митець таких умов не витримала б. Була пізня осінь. Спершу ми мотались по склозаводах — вибивали там усякі матеріали: шкло, смальту. Це все треба вибити, вибігати. Коли вже все подіставали, то була пізня осінь, холодно. Спочатку страшні дощі, а потім морози й вітри. За півгодини руки, якими береш цементний розчин, стають як граблі. І все це на тому белебні, де стоїть вітряк. Тоді там ще пустир був, і всі ми ходили пішки від „Вітряка“ до зупинки тролейбуса на „Виставці“. Розписи в інтер'єрі зробили пізніше і досить швидко».

### Концепція панно «Вітер» в оформленні ресторану «Вітряк»
Алла Горська написала художникові Любославові Гуцалюкові, що вони, разом із Віктором Зарецьким та Борисом Плаксієм, оздобили у Києві два ресторани — «Полтава» й «Вітряк» — в етнографічно-модерному стилі. Посеред оформлення прагнули поєднати минуле та сучасне, досягти сучасності у кольорах, пластиці та композиції.
В мозаїці «Вітер» митці прагнули пов'язати в модерну стилізацію народну архітектуру та розпис як синтетичне ціле. Соковитість, багатство форм етнокультури протистояло понурому пейзажу радянської псевдораціональної архітектури. У творчості Алли Горської поєднуються народні мотиви та риси українського авангарду 1920-х років та бойчукізму. Особливу увагу автори панно приділяли колористиці наївного живопису Ганна Собачко-Шостак.
Борис Плаксій згадував, що російські колеги не сприйняли мозаїку, яку їм показали, як твір, зроблений за мотивами народного декоративного мистецтва. Для них це була суто абстрактна композиція, що викликало здивування, оскільки у Радянському союзі таке мистецтво було заборонено.

## Спогади

### Іван Лисяк-Рудницький про ресторан «Вітряк»
1970 року ресторан відвідав український вчений, історик української суспільно-політичної думки, політолог та публіцист Іван Лисяк-Рудницький. Відвідини 1970 ресторану «Вітряк» справили на науковця сильне враження:
Ресторан «Вітряк» «… справді збудований у формі вітряка, з широкими крилами. В середині уряджений в традиційному українському стилі — широкі, дерев'яні столи, сволок, стіни розмальовані картинним орнаментом і квітами.
Оркестра одягнена в вишивані сорочки. Грають і співають танкові мелодії, переважно на мотиви українських народних пісень, але також західні сучасні танки. В перервах між оркестром, зала спонтанно співала українських пісень — нових, невідомих мені з днів юності… Між публікою багато молодих людей, студентів, переважала українська мова. Природна веселість цього молодого люду й стихійна українськість усієї обстановки справили на мене велике враження. Це природне українство відмінне від того казьонного, яке я бачив в Києві та в Каневі».

## Громадська боротьба проти зносу ресторану «Вітряк»

### Збереження ресторану «Вітряк» та панно «Вітер»
«Вітряк» є єдиним збереженим рестораном із творчого доробку архітектора А. Добровольського, а панно «Вітер» лишилось єдиним монументальним твором команди Алли Горської у Києві. Підприємці-орендарі вкривали панно вагонкою, а після продажу ресторану нові власники накрили панно логотипом свого закладу. Змін сьогодні зазнала й споруда ресторану «Вітряк», що частково втратила свій первісний вигляд через нові дизайнерські рішення.

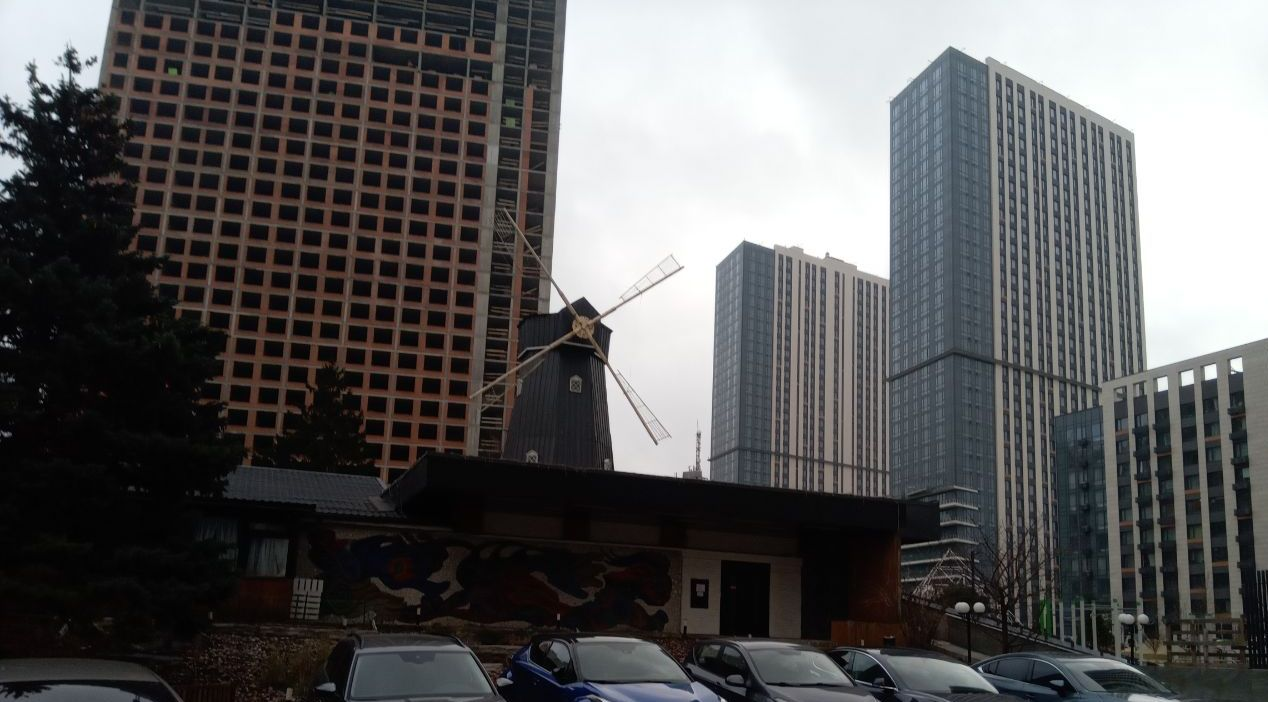
Ресторан «Вітряк» 2025 року

Зусиллями мистецтвознавиць Людмили Огнєвої, Євгенії Моляр, громадськості та представниками проєкту «Радянські мозаїки в Україні» фонду «Ізоляція» процес врятування ресторану «Вітряк» та панно «Вітер» зрушив з місця. 29 грудня 2016 року Міністерство культури України занесло будівлю ресторану, на фасаді якої розташована мозаїка «Вітер», до Державного реєстру нерухомих пам'яток України в Києві за категорією об'єктів культурної спадщини місцевого значення з охоронним номером 1007-Кв.
2024 року заєстровано петицію "Захист і збереження мозаїки Алли Горської та будівлі ресторану «Вітряк». Петиція набрала необхідну кількість голосів, а міська влада прийняла рішення її підтримати.

## Цікаві факти

### Цікавинки про ресторан «Вітряк»
- Ресторан «Вітряк» є останнім вцілілим архітектурним проєктом споруди закладу ресторанного господарства, спроєктованим архітектором Анатолієм Добровольським в Києві.

- Мистецький комплекс ресторану «Вітряк» містить останню вцілілу роботу тандему митців Алли Горської, Віктора Зарецького, Бориса Плаксія та архітектора Анатолія Добровольського в Києві.

- Ресторан «Вітряк» зведено на штучному пагорбі.

- Ресторан «Вітряк» відвідував один із найвидатніших українських мислителів ХХ століття Іван Лисяк-Рудницький. Заклад та культурні заходи, що проводились у ньому, надзвичайно сподобались вченому.

- Панно «Вітер», розміщене на фасаді ресторану «Вітряк», як і споруда закладу належать до пам'яток мистецтва.

- У панно «Вітер» присутні впливи бойчукізму та творчості Ганни Собачко-Шостак.

- Ресторан «Вітряк» історично пов'язаний одразу із кількома видатними діячами науки та мистецтва: художницею та правозахисницею Аллою Горською, художником і педагогом Віктором Зарецьким, художником, скульптором і філософом Борисом Плаксієм, архітектором Анатолієм Добровольським, істориком, політологом та публіцистом Іваном Лисяк-Рудницьким.